# 秩父別温泉
秩父別温泉（ちっぷべつおんせん）は、北海道雨竜郡秩父別町にある温泉。

## 泉質
- ナトリウム - 塩化物泉（弱アルカリ性低張性温泉）（旧泉質名：弱食塩泉）[1]
  - 源泉温度 30℃

## 温泉地
- 道の駅鐘のなるまち・ちっぷべつ内に、日帰り入浴施設と宿泊施設を兼ねた「秩父別温泉ちっぷ・ゆう&ゆ」がある。1990年（平成2年）に開業した[2]。

## アクセス
- 留萌本線秩父別駅から徒歩10分。